# Оскар (кинопремия, 1974)
46-я церемония вручения наград премии «Оскар» за заслуги в области кинематографа за 1973 год состоялась 2 апреля 1974 года в Dorothy Chandler Pavilion (Лос-Анджелес, Калифорния).

## Фильмы, получившие несколько номинаций
| Фильм                                                              | номинации | победы |
| ------------------------------------------------------------------ | --------- | ------ |
| • Афера / The Sting                                                | 10        | 7      |
| • Изгоняющий дьявола / The Exorcist                                | 10        | 2      |
| • Встреча двух сердец / The Way We Were                            | 6         | 2      |
| • С шиком / A Touch of Class                                       | 5         | 1      |
| • Шёпоты и крики / Viskningar och rop                              | 5         | 1      |
| • Американские граффити / American Graffiti                        | 5         | -      |
| • Бумажная луна / Paper Moon                                       | 4         | 1      |
| • Спасите тигра / Save the Tiger                                   | 3         | 1      |
| • Бумажная погоня / The Paper Chase                                | 3         | 1      |
| • Последний наряд / The Last Detail                                | 3         | -      |
| • Увольнение до полуночи / Cinderella Liberty                      | 3         | -      |
| • Том Сойер / Tom Sawyer                                           | 3         | -      |
| • Последнее танго в Париже / итал. Ultimo Tango a Parigi           | 2         | -      |
| • Серпико / Serpico                                                | 2         | -      |
| • Летние желания, зимние мечты / Summer Wishes, Winter Dreams      | 2         | -      |
| • День дельфина / The Day of the Dolphin                           | 2         | -      |
| • Чайка по имени Джонатан Ливингстон / Jonathan Livingston Seagull | 2         | -      |

## Список лауреатов и номинантов
★ Победители выделены отдельным цветом. 

### Основные категории
| Категории                         | Лауреаты и номинанты                                                                       | Лауреаты и номинанты                                                              |
| --------------------------------- | ------------------------------------------------------------------------------------------ | --------------------------------------------------------------------------------- |
| Лучший фильм                      | ★ Афера / The Sting (продюсеры: Тони Билл, Майкл Филлипс и Джулия Филлипс)                 | ★ Афера / The Sting (продюсеры: Тони Билл, Майкл Филлипс и Джулия Филлипс)        |
| Лучший фильм                      | • Американские граффити / American Graffiti (продюсеры: Фрэнсис Форд Коппола и Гари Кёртц) |                                                                                   |
| Лучший фильм                      | • Шёпоты и крики / Viskningar och rop (продюсер: Ингмар Бергман)                           |                                                                                   |
| Лучший фильм                      | • Изгоняющий дьявола / The Exorcist (продюсер: Уильям Питер Блэтти)                        |                                                                                   |
| Лучший фильм                      | • С шиком / A Touch of Class (продюсер: Мелвин Фрэнк)                                      |                                                                                   |
| Лучший режиссёр                   | ★ Джордж Рой Хилл за фильм «Афера»                                                         | ★ Джордж Рой Хилл за фильм «Афера»                                                |
| Лучший режиссёр                   | • Джордж Лукас — «Американские граффити»                                                   |                                                                                   |
| Лучший режиссёр                   | • Ингмар Бергман — «Шёпоты и крики»                                                        |                                                                                   |
| Лучший режиссёр                   | • Уильям Фридкин — «Изгоняющий дьявола»                                                    |                                                                                   |
| Лучший режиссёр                   | • Бернардо Бертолуччи — «Последнее танго в Париже»                                         |                                                                                   |
| Лучшая мужская роль               |                                                                                            | ★ Джек Леммон — «Спасите тигра» (за роль Гарри Стонера)                           |
| Лучшая мужская роль               | • Марлон Брандо — «Последнее танго в Париже» (за роль Пола)                                |                                                                                   |
| Лучшая мужская роль               | • Джек Николсон — «Последний наряд» (за роль Билли Баддаски)                               |                                                                                   |
| Лучшая мужская роль               | • Аль Пачино — «Серпико» (за роль Фрэнка Серпико)                                          |                                                                                   |
| Лучшая мужская роль               | • Роберт Редфорд — «Афера» (за роль Джонни Хукера)                                         |                                                                                   |
| Лучшая женская роль               |                                                                                            | ★ Гленда Джексон — «С шиком» (за роль Вики Аллессио)                              |
| Лучшая женская роль               | • Эллен Бёрстин — «Изгоняющий дьявола» (за роль Крис МакНил)                               |                                                                                   |
| Лучшая женская роль               | • Марша Мейсон — «Увольнение до полуночи» (за роль Мэгги Пол)                              |                                                                                   |
| Лучшая женская роль               | • Барбра Стрейзанд — «Встреча двух сердец» (за роль Кэти Мороски)                          |                                                                                   |
| Лучшая женская роль               | • Джоан Вудвард — «Летние желания, зимние мечты» (за роль Риты Уолден)                     |                                                                                   |
| Лучшая мужская роль второго плана | Джон Хаусман                                                                               | ★ Джон Хаусман — «Бумажная погоня» (за роль профессора Чарльза У. Кингсфилда мл.) |
| Лучшая мужская роль второго плана | Джон Хаусман                                                                               | • Винсент Гардения — «Бей в барабан медленно» (за роль Датча Шнелла)              |
| Лучшая мужская роль второго плана | Джон Хаусман                                                                               | • Джек Гилфорд — «Спасите тигра» (за роль Фила Грина)                             |
| Лучшая мужская роль второго плана | Джон Хаусман                                                                               | • Джейсон Миллер — «Изгоняющий дьявола» (за роль отца Дэмиена Карраса)            |
| Лучшая мужская роль второго плана | Джон Хаусман                                                                               | • Рэнди Куэйд — «Последний наряд» (за роль Ларри Мэдоуса)                         |
| Лучшая женская роль второго плана |                                                                                            | ★ Татум О’Нил — «Бумажная луна» (за роль Эдди Логгинс)                            |
| Лучшая женская роль второго плана | • Линда Блэр — «Изгоняющий дьявола» (за роль Риган МакНил)                                 |                                                                                   |
| Лучшая женская роль второго плана | • Кэнди Кларк — «Американские граффити» (за роль Дебби Данхэм)                             |                                                                                   |
| Лучшая женская роль второго плана | • Мэдлин Кан — «Бумажная луна» (за роль Трикси Делайт)                                     |                                                                                   |
| Лучшая женская роль второго плана | • Сильвия Сидни — «Летние желания, зимние мечты» (за роль миссис Притчетт)                 |                                                                                   |
| Лучший оригинальный сценарий      |                                                                                            | ★ Дэвид Уорд — «Афера»                                                            |
| Лучший оригинальный сценарий      | • Джордж Лукас, Глория Кац и Уиллард Хайк — «Американские граффити»                        |                                                                                   |
| Лучший оригинальный сценарий      | • Ингмар Бергман — «Шёпоты и крики»                                                        |                                                                                   |
| Лучший оригинальный сценарий      | • Стив Шэган — «Спасите тигра»                                                             |                                                                                   |
| Лучший оригинальный сценарий      | • Мелвин Фрэнк и Джек Роуз — «С шиком»                                                     |                                                                                   |
| Лучший адаптированный сценарий    |                                                                                            | ★ Уильям Питер Блэтти — «Изгоняющий дьявола» (по одноимённому роману автора)      |
| Лучший адаптированный сценарий    | • Роберт Таун — «Последний наряд» (по одноимённому роману Дэррила Пониксена)               |                                                                                   |
| Лучший адаптированный сценарий    | • Джеймс Бриджес — «Бумажная погоня» (по одноимённому роману Джона Джея Осборна мл.)       |                                                                                   |
| Лучший адаптированный сценарий    | • Элвин Сарджент — «Бумажная луна» (по роману Джо Дэвида Брауна «Addie Pray»)              |                                                                                   |
| Лучший адаптированный сценарий    | • Уолдо Солт и Норман Уэкслер — «Серпико» (по одноимённой биографии Питера Мааса)          |                                                                                   |
| Лучший фильм на иностранном языке | ★ Американская ночь / La Nuit américaine (Франция) реж. Франсуа Трюффо                     | ★ Американская ночь / La Nuit américaine (Франция) реж. Франсуа Трюффо            |
| Лучший фильм на иностранном языке | • Дом на улице Шлуш / הבית ברחוב שלוש (Израиль) реж. Моше Мизрахи                          |                                                                                   |
| Лучший фильм на иностранном языке | • Приглашение / L’Invitation (Швейцария) реж. Клод Горетта                                 |                                                                                   |
| Лучший фильм на иностранном языке | • Пешеход / Der Fußgänger (ФРГ) реж. Максимилиан Шелл                                      |                                                                                   |
| Лучший фильм на иностранном языке | • Турецкие наслаждения / Turks fruit (Нидерланды) реж. Пол Верховен                        |                                                                                   |

### Другие категории
| Категории                                                 | Лауреаты и номинанты                                                                                               | Лауреаты и номинанты                                                                                               |
| --------------------------------------------------------- | --- | --- |
| Лучшая музыка: Оригинальная драматическая партитура       | | ★ Марвин Хэмлиш — «Встреча двух сердец»                                                                            |
| Лучшая музыка: Оригинальная драматическая партитура       | • Джон Уильямс — «Увольнение до полуночи»                                                                          | |
| Лучшая музыка: Оригинальная драматическая партитура       | • Жорж Делерю — «День дельфина»                                                                                    | |
| Лучшая музыка: Оригинальная драматическая партитура       | • Джерри Голдсмит — «Мотылёк»                                                                                      | |
| Лучшая музыка: Оригинальная драматическая партитура       | • Джон Кэмерон — «С шиком»                                                                                         | |
| Лучшая музыка: Запись песен к фильму, адаптация партитуры | ★ Марвин Хэмлиш (адаптация партитуры) — «Афера»                                                                    | |
| Лучшая музыка: Запись песен к фильму, адаптация партитуры | • Андре Превин, Херберт У. Спенсер и Эндрю Ллойд Уэббер (адаптация партитуры) — «Иисус Христос — суперзвезда»      | |
| Лучшая музыка: Запись песен к фильму, адаптация партитуры | • Ричард М. Шерман, Роберт Б. Шерман (запись песен), Джон Уильямс (адаптация партитуры) — «Том Сойер»              | |
| Лучшая песня к фильму                                     | ★ The Way We Were — «Встреча двух сердец» — музыка: Марвин Хэмлиш, слова: Алана и Мэрилин Бергман                  | ★ The Way We Were — «Встреча двух сердец» — музыка: Марвин Хэмлиш, слова: Алана и Мэрилин Бергман                  |
| Лучшая песня к фильму                                     | • All That Love Went To Waste — «С шиком» — музыка: Джордж Барри, слова: Сэмми Кан                                 | |
| Лучшая песня к фильму                                     | • Live and Let Die — «Живи и дай умереть» — музыка и слова: Пол Маккартни и Линда Маккартни                        | |
| Лучшая песня к фильму                                     | • Love — «Робин Гуд» — музыка: Джордж Брунс, слова: Флойд Хаддлстон                                                | |
| Лучшая песня к фильму                                     | • Nice To Be Around — «Увольнение до полуночи» — музыка: Джон Уильямс, слова: Пол Уильямс                          | |
| Лучший монтаж                                             | ★ Уильям Рейнольдс — «Афера»                                                                                       | ★ Уильям Рейнольдс — «Афера»                                                                                       |
| Лучший монтаж                                             | • Верна Филдс, Марсия Лукас — «Американские граффити»                                                              | |
| Лучший монтаж                                             | • Ральф Кемплен — «День Шакала»                                                                                    | |
| Лучший монтаж                                             | • Jordan Leondopoulos, Бад Смит, Эван А. Лоттман, Норман Гэй — «Изгоняющий дьявола»                                | |
| Лучший монтаж                                             | • Фрэнк П. Келлер, Джеймс Гэлловэй — «Чайка по имени Джонатан Ливингстон»                                          | |
| Лучшая операторская работа                                | ★ Свен Нюквист — «Шёпоты и крики»                                                                                  | ★ Свен Нюквист — «Шёпоты и крики»                                                                                  |
| Лучшая операторская работа                                | • Оуэн Ройзман — «Изгоняющий дьявола»                                                                              | |
| Лучшая операторская работа                                | • Джек Коуффер — «Чайка по имени Джонатан Ливингстон»                                                              | |
| Лучшая операторская работа                                | • Роберт Л. Сёртис — «Афера»                                                                                       | |
| Лучшая операторская работа                                | • Гарри Стрэдлинг мл. — «Встреча двух сердец»                                                                      | |
| Лучшая работа художника                                   | ★ Генри Бамстед (постановщик), Джеймс Пэйн (декоратор) — «Афера»                                                   | ★ Генри Бамстед (постановщик), Джеймс Пэйн (декоратор) — «Афера»                                                   |
| Лучшая работа художника                                   | • Лоренцо Монджардино, Джанни Кваранта (постановщики), Кармело Патроно (декоратор) — «Брат Солнце, сестра Луна»    | |
| Лучшая работа художника                                   | • Билл Мэлли (постановщик), Джерри Вундерлих (декоратор) — «Изгоняющий дьявола»                                    | |
| Лучшая работа художника                                   | • Филип М. Джеффрис (постановщик), Роберт Де Вестел (декоратор) — «Том Сойер»                                      | |
| Лучшая работа художника                                   | • Стивен Б. Граймз (постановщик), Уильям Кирнан (декоратор, номинирован посмертно) — «Встреча двух сердец»         | |
| Лучший дизайн костюмов                                    | ★ Эдит Хэд — «Афера»                                                                                               | ★ Эдит Хэд — «Афера»                                                                                               |
| Лучший дизайн костюмов                                    | • Марик Вос — «Шёпоты и крики»                                                                                     | |
| Лучший дизайн костюмов                                    | • Пьеро Този — «Людвиг»                                                                                            | |
| Лучший дизайн костюмов                                    | • Донфелд — «Том Сойер»                                                                                            | |
| Лучший дизайн костюмов                                    | • Дороти Джикинс, Мосс Мэбри — «Встреча двух сердец»                                                               | |
| Лучший звук                                               | ★ Роберт Кнадсон, Кристофер Ньюман — «Изгоняющий дьявола»                                                          | ★ Роберт Кнадсон, Кристофер Ньюман — «Изгоняющий дьявола»                                                          |
| Лучший звук                                               | • Ричард Портман, Larry Jost — «День дельфина»                                                                     | |
| Лучший звук                                               | • Дональд О. Митчелл, Larry Jost — «Бумажная погоня»                                                               | |
| Лучший звук                                               | • Ричард Портман, Лес Фрешольц — «Бумажная луна»                                                                   | |
| Лучший звук                                               | • Рональд Пирс, Роберт Р. Бертранд — «Афера»                                                                       | |
| Лучший документальный полнометражный фильм                | ★ Великий американский ковбой / The Great American Cowboy (продюсер: Кит Мэрилл)                                   | ★ Великий американский ковбой / The Great American Cowboy (продюсер: Кит Мэрилл)                                   |
| Лучший документальный полнометражный фильм                | • Always a New Beginning / Always a New Beginning (продюсер: Джон Д. Гуделл)                                       | |
| Лучший документальный полнометражный фильм                | • / Schlacht um Berlin (продюсер: Бенгт фон цур Мюлен)                                                             | |
| Лучший документальный полнометражный фильм                | • Journey to the Outer Limits / Journey to the Outer Limits (продюсер: Александр Грассхофф)                        | |
| Лучший документальный полнометражный фильм                | • Walls of Fire / Walls of Fire (продюсеры: Гертруда Росс Маркс и Эдмунд Пенни)                                    | |
| Лучший документальный короткометражный фильм              | ★ Принстон: в поисках ответов / Princeton: A Search for Answers (продюсеры: Джулиан Крайнин и Девитт Л. Сэйдж мл.) | ★ Принстон: в поисках ответов / Princeton: A Search for Answers (продюсеры: Джулиан Крайнин и Девитт Л. Сэйдж мл.) |
| Лучший документальный короткометражный фильм              | • Background / Background (продюсер: Кармен Д’Авино)                                                               | |
| Лучший документальный короткометражный фильм              | • / Paisti ag obair (продюсер: Луис Маркус)                                                                        | |
| Лучший документальный короткометражный фильм              | • Christo's Valley Curtain / Christo’s Valley Curtain (продюсеры: Альберт Мэйслес и Дэвид Мэйслес)                 | |
| Лучший документальный короткометражный фильм              | • Four Stones for Kanemitsu / Four Stones for Kanemitsu (продюсеры: Терри Сандерс и Джун Уэйн)                     | |
| Лучший игровой короткометражный фильм                     | ★ Болеро / The Bolero (продюсеры: Алан Миллер и Уильям Фертик)                                                     | ★ Болеро / The Bolero (продюсеры: Алан Миллер и Уильям Фертик)                                                     |
| Лучший игровой короткометражный фильм                     | • / Clockmaker (продюсер: Ричард Гайер)                                                                            | |
| Лучший игровой короткометражный фильм                     | • / Life Times Nine (продюсеры: Пен Деншэм и Джон Уотсон)                                                          | |
| Лучший анимационный короткометражный фильм                | ★ Фильм Фрэнка / Frank Film (продюсер: Фрэнк Моурис)                                                               | ★ Фильм Фрэнка / Frank Film (продюсер: Фрэнк Моурис)                                                               |
| Лучший анимационный короткометражный фильм                | • / The Legend of John Henry (продюсеры: Ник Босустоу и Дэвид Адамс)                                               | |
| Лучший анимационный короткометражный фильм                | • Пульчинелла / Pulcinella (продюсеры: Эмануэль Лузатти и Джулио Джанини)                                          | |

### Специальные награды
| Награда                                                         | Лауреаты |
| --------------------------------------------------------------- | --- |
| Премия за выдающиеся заслуги в кинематографе (Почётный «Оскар») | ★ Анри Ланглуа — за преданность киноискусству, огромный вклад в дело сохранения прошлого кино и непоколебимую веру в его будущее. |
| Премия за выдающиеся заслуги в кинематографе (Почётный «Оскар») | ★ Граучо Маркс — в знак признания его ослепительного таланта и за несравненные достижения братьев Маркс в искусстве кинокомедии.  |
| Награда имени Ирвинга Тальберга                                 | ★ Лоуренс Уайнгартен |
| Награда имени Джина Хершолта                                    | ★ Лью Вассерман |

## Научно-технические награды
| Категории | Лауреаты |
| --------- | --- |
| Class I   | Не присуждалась |
| Class II  | • Иоахим Герб, Эрих Кестнер (Arnold and Richter Company) — за разработку и проектирование кинокамеры Arriflex 35 BL.                                                                           |
| Class II  | • Magna-Tech Electronic Co., Inc. — за проектирование и разработку высокоскоростной системы перезаписи для кинопроизводства.                                                                   |
| Class II  | • Уильям В. Валлиант (PSC Technology Inc.), Ховард Ф. Отт (Eastman Kodak Company), Джерри Диболд (Richmark Camera Service Inc.) — за разработку системы жидкостного затвора для кинопринтеров. |
| Class II  | • Гарольд А. Шейб, Клиффорд Х. Эллис, Роджер У. Банки (Research Products Inc.) — за концепцию и проектирование оптического принтера модели 2101 для создания оптических эффектов в кино.       |
| Class III | • Rosco Laboratories, Inc. — за технические достижения и разработку полной системы светорегулирующих материалов для киносъемки.                                                                |
| Class III | • Ричард Х. Веттер (Todd-AO Corp.) — за разработку улучшенной анаморфотной системы фокусировки для киносъемки.                                                                                 |